# 須江雅彦
須江 雅彦（すえ まさひこ、1955年12月18日 - ）は、日本の総務官僚。総務省大臣官房審議官兼財務省大臣官房審議官や、総務省統計局長、統計研修所長を経て、現在は滋賀大学理事(データサイエンス)・副学長。

## 人物・経歴
東京都出身。1974年東京都立立川高等学校卒業、1979年 中央大学法学部法律学科卒業、総理府入府、大臣官房総務課兼内閣官房内閣参事官室配属。1985年1月 労働省職業安定局高齢者対策部企画課。1986年5月 沖縄開発庁総務局企画課課長補佐。1993年7月 通商産業省産業政策局産業政策企画官。1995年 総務庁恩給局審議課長。1997年 日本学術会議事務局情報国際課長。1998年 日本学術会議事務局庶務課長。1999年 総理大臣官邸報道室長兼内閣官房内閣広報室内閣審議官。2000年 内閣官房内閣広報室内閣審議官兼総理府政府広報室参事官。2001年 内閣官房内閣広報室総括担当内閣参事官。
2003年1月 内閣府沖縄担当政策統括官付総括担当参事官。2004年 内閣府大臣官房参事官（大臣官房総務課担当）。2005年 内閣府大臣官房人事課長。2006年 日本学術会議事務局次長兼イノベーション25担当大臣特命室次長。2007年7月 総務省大臣官房審議官（官房調整部門担当）兼財務省大臣官房審議官。2011年 総務省統計局統計調査部長。2012年 総務省統計局長。2014年 総務省統計研修所長兼大臣官房統計情報戦略推進官。
2016年から国立大学法人滋賀大学理事・副学長・附属図書館長として、日本初のデータサイエンス学部（2017年）や大学院データサイエンス研究科（2019年）の創設にあたるとともに、多数の企業等との連携協力を推進、国内最高水準のデータサイエンス教育研究拠点形成にあたった。2022年SUMCO取締役（監査等委員）。